# Bulbophyllum hollandianum
Bulbophyllum hollandianum là một loài phong lan thuộc chi Bulbophyllum.